# Sprawa Leopolda Hilsnera

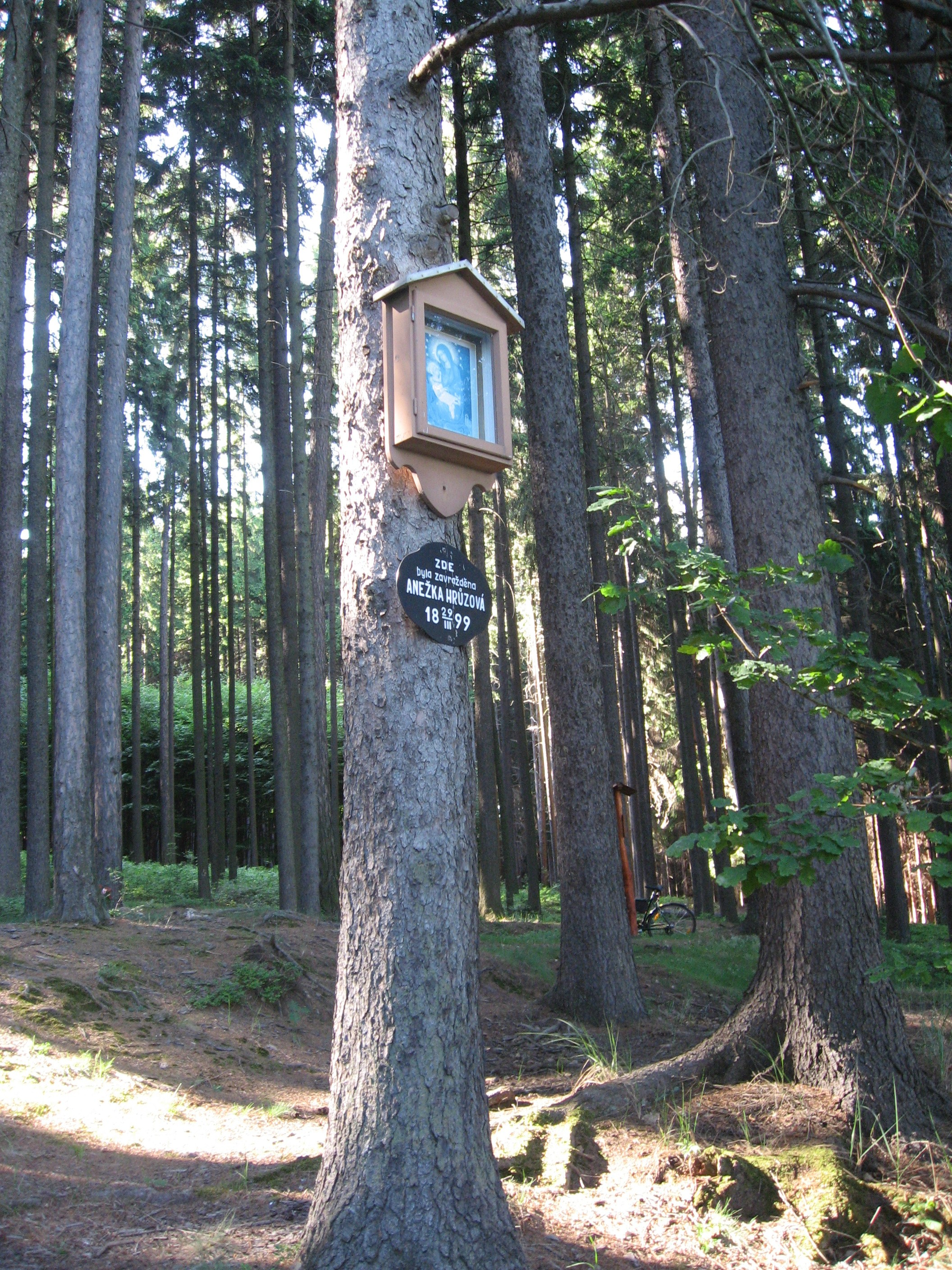
Miejsce znalezienia zwłok Anežki Hrůzovej

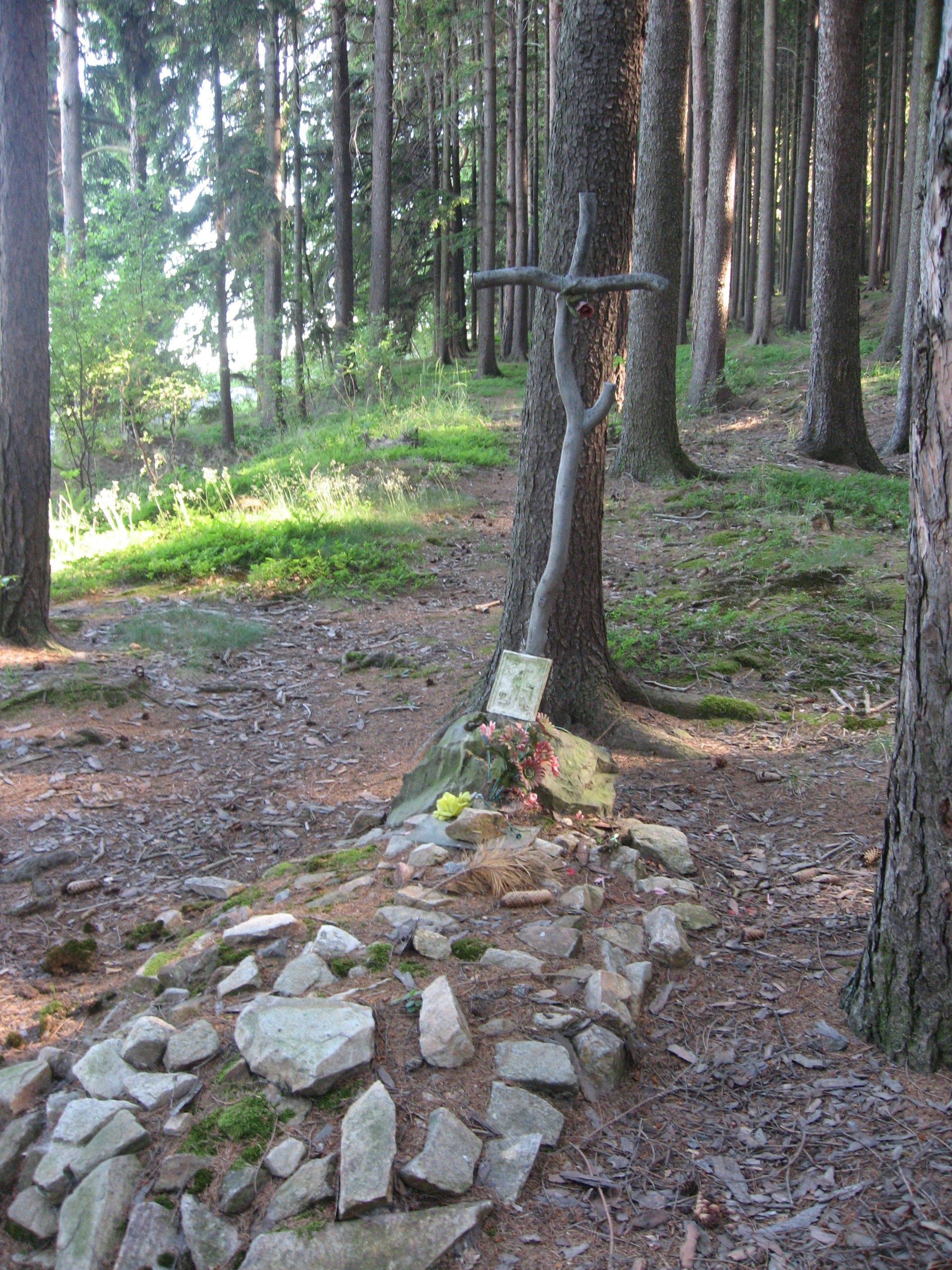
Symboliczny grób Anežki Hrůzovej w Polnej, 2007

Sprawa Hilsnera (cz. Hilsneriáda) – seria procesów o podłożu antysemickim, związanych z oskarżeniem Leopolda Hilsnera, czeskiego Żyda o popełnienie mordu rytualnego.

## Okoliczności sprawy
19-letnia czeska katoliczka Anežka Hrůzová, mieszkająca we wsi Věžnička, pracowała jako krawcowa w mieście Polná, leżącym niespełna 4 km od jej rodzinnej wsi. Późnym popołudniem, 29 marca 1899 opuściła miejsce pracy, ale nigdy nie dotarła do rodzinnego domu. Trzy dni później ciało Anežki znaleziono w lesie Březina. Miała poderżnięte gardło, a jej ubranie było podarte. Obok zwłok znaleziono pokrwawione kamienie, części jej ubrania, a także sznur, przy pomocy którego sprawca przeciągnął ciało z miejsca zbrodni do miejsca, w którym znaleziono zwłoki. Ciało odnaleziono w Wielką Sobotę, co zrodziło plotkę wśród miejscowej ludności, że dokonano rytualnego mordu. W pogrzebie ofiary (4 kwietnia 1899) wzięła udział liczna rzesza miejscowej ludności.

## Śledztwo
Podejrzenia osób prowadzących śledztwo skierowały się od początku w stronę osób, które w dniu zabójstwa widziano w pobliżu lasu. Wśród nich był niejaki Leopold Hilsner, upośledzony umysłowo włóczęga, pochodzenia żydowskiego. Przeszukanie domu, w którym mieszkał Hilsner, nie przyniosły efektu, ale sam podejrzany nie miał alibi na dzień zabójstwa. Wkrótce został aresztowany, a 12 września 1899 rozpoczął się jego proces.

## Proces i wyrok
Hilsner stanął przed sądem w Kutnej Horze. Nie przyznawał się do zarzucanej mu zbrodni. Jedynym dowodem przeciwko oskarżonemu były ślady na jego spodniach, które w opinii chemików miały być śladami krwi, które Hilsner próbował usunąć przy pomocy wody. W opinii dwóch świadków zeznających w procesie, feralnego dnia widziano go w towarzystwie dwóch innych Żydów, w pobliżu lasu Březina. Zarówno prokurator państwowy, jak i prokurator pomocniczy Karel Baxa, reprezentujący rodzinę Hrůzá, wyraźnie sugerowali w toku procesu, że popełniono mord rytualny, a Hilsner był jednym ze współsprawców. 16 września Leopold Hilsner został skazany na karę śmierci.
Z powodów proceduralnych, broniący Hilsnera Tomáš Masaryk skierował sprawę do trybunału kasacyjnego w Wiedniu, który nakazał powtórzenie procesu. Drugi proces Hilsnera rozpoczął się w Pisku 20 września 1899. Kilka dni przed procesem więźniowie z celi, w której przebywał Hilsner, straszyli go śmiercią, żądając aby ujawnił nazwiska wspólników i przyznał się do popełnienia zbrodni. Hilsner wskazał Joshuę Erbmanna i Solomona Wassermana, jako osoby, które towarzyszyły mu w dniu morderstwa. Niefortunnie dla Hilsnera, obaj posiadali alibi – jeden był w więzieniu w dniu zabójstwa, drugi przebywał w domu dla ubogich i nie mógł w tym samym dniu dotrzeć do miejsca zbrodni.
Przed sądem Hilsner początkowo przyznał się do winy, ale potem zmienił zdanie i uznał oskarżenie za fałszywe. W czasie procesu ujawniono fakt kolejnego zabójstwa, do którego doszło w lesie Březina. Znaleziono tam zwłoki służącej Marie Klímovej, która zaginęła 17 lipca 1898. Zaawansowany stan rozkładu znalezionych zwłok nie pozwalał na ich pełną identyfikację, ale przyjęto, że są to szczątki zaginionej służącej. 
Od 25 października 1899 Hilsner był sądzony za dwa zabójstwa. Świadkowie z pierwszego procesu uszczegółowili swoje zeznania, dodając informację o nożu, który rzekomo widziano w domu Hilsnera, a który miał służyć do mordów rytualnych. 14 listopada 1900 sąd uznał Hilsnera winnym obu zabójstw i skazał na karę śmierci. Aktem łaski cesarz Franciszek Józef I zamienił wyrok na karę dożywotniego więzienia. 24 września 1918 aktem łaski cesarza Karola I został uwolniony z więzienia. Zamieszkał w Velké Meziříčí, skąd następnie przeniósł się do Pragi, a stamtąd do Wiednia, gdzie zmarł w 1928. Jego wyroku nigdy nie anulowano.

## Postać Hilsnera w kulturze
W 1919 Franz Köhler nakręcił film Sprawa Hilsnera (Der Fall Hilsner), w którym główną rolę zagrał sam Hilsner. W regionalnym muzeum w Polnej znajduje się ekspozycja poświęcona Hilsnerowi. Tablica pamiątkowa znajduje się także na ścianie domu w Wiedniu, w którym spędził ostatnie lata swojego życia.